# 1,4-Dichlorobenzen
1,4-Dichlorobenzen, p-dichlorobenzen – organiczny związek chemiczny będący pochodną benzenu.

## Otrzymywanie
1,4-dichlorobenzen otrzymuje się jako produkt chlorowania benzenu w reakcji elektrofilowej substytucji pierścienia aromatycznego w obecności chlorku żelaza(III) jako katalizatora.
C
6H
6 + 2Cl
2 → C
6H
4Cl
2 + 2HCl
Głównym zanieczyszczeniem produktu tej reakcji jest jego izomer, 1,2-dichlorobenzen. Związek oczyszcza się poprzez krystalizację frakcyjną, wykorzystując jego stosunkowo wysoką temperaturę topnienia – izomery 1,4-dichlorobenzenu oraz chlorobenzen topią się poniżej temperatury pokojowej.

## Właściwości
1,4-Dichlorobenzen jest słabo rozpuszczalny w wodzie i nie jest łatwo rozkładany przez organizmy glebowe. Jak wiele innych węglowodorów jest lipofilowy i magazynuje się w tkance tłuszczowej.

## Zastosowanie

### Środek do dezynfekcji, dezodorant i pestycyd
1,4-Dichlorobenzen wykorzystywany jest do ochrony przed ćmami i pleśnią. Znajduje on swoje zastosowanie w dezynfekcji kontenerów na śmieci i ubikacji, gdzie wypiera popularny niegdyś naftalen. Związany jest z charakterystycznym zapachem kostek do odkażania pisuarów. Jego wysoka użyteczność w tej dziedzinie wynika z jego niskiej rozpuszczalności w wodzie i stosunkowo wysokiej lotności – z łatwością sublimuje w temperaturze pokojowej.

### Produkt wyjściowy w syntezie organicznej
Atomy chloru w cząsteczce 1,4-dichlorobenzenu mogą ulec podstawieniu przez tlen oraz grupy aminowe i siarczkowe. W związku z tym związek jest wykorzystywany jako substrat w wydajnej reakcji otrzymywania siarczku polifenylenu:
C
6H
4Cl
2 + Na
2S → 1/n[C
6H
4S]
n + 2NaCl